# María Rodrigo Bellido
Maria Rodrigo Bellido (Madrid, Castella, 20 de març de 1888 - San José de Puerto Rico, 8 de desembre de 1967) fou una pianista i compositora espanyola. Dotada de fresca inspiració i posseïdora de tots els secrets de la tècnica, les seves obres es distingeixen per l'encant poètic i el colorit orquestral.

## Biografia
Filla de María Bellido Díaz i de Pantaleón Rodrigo Falces, primer estudià amb el seu pare, distingit professor, i després en el Conservatori de la Cort, a Madrid, harmonia, piano i composició, on fou deixebla de José Tragó, Valentín Arín i Emilio Serrano. També va estudiar alemany i francés. De 1912 a 1915 fou pensionada per la Junta per a l'Ampliació d'Estudis, i s'instal·là a Múnic, on va estudiar orquestració amb Richard Strauss, i alguns dels seus companys foren Wilhelm Furtwängler i Carl Orff.
Ja a Espanya, va actuar com a concertista al Teatro Real de Madrid. Va fer concerts per tot Europa acompanyant al piano Miguel Fleta. Va estrenar òperes i sarsueles, fet poc comú per una dona en aquella època. Fou professora al Conservatori de Madrid a partir de l'any 1933, com a catedràtica de Conjunt vocal i instrumental.
Pertany a la denominada "generació dels mestres" i bona part de la seva obra fou composta els anys previs a la Guerra Civil (1936-1939). Després va marxar a l'exili amb la seva germana cap a Amèrica, com molts altres espanyols eentre els quals Pau Casals o Ruperto Chapí. L'any 1939 arribà a Colòmbia i durant els anys 40 fou professora de música a Bogotà, a més de treballar com a concertista i com a compositora. Finalment el 1950 es traslladà a viure a Puerto Rico amb la seva germana, on a més de continuar component va impartir classes a la Universidad de Río Piedras on va coincidir amb altres republicans espanyols com Fernando de los Ríos, María Zambrano, Victoria Kent, Francisco Ayala, Ángel Rodríguez Olleros o el compositor Gustavo Pittaluga, entre d'altres. Va morir a Puerto Rico el 8 de desembre de 1967.

## Premis
Des del començament de la seva carrera musical va rebre diversos premis, entre els quals destaquen:
- Premi dels "Juegos Florales de Murcia", 1911, per la seva "Sonata per a piano"
- Premi del Círculo de Bellas Artes, 1912, per l'"Obertura per a orquestra"
- Premi de la "Exposición de Bellas Artes", 1913, pel seu "Cuarteto para instrumentos de arco"

## Obres
La seva primera obra important és la Sonata en mi bemol per a piano, composta el 1911, mentre que el seu Quinteto en Fa, de 1915 és símbol del seu estil, segons Emilio Casares. És autora de tres òperes (Becquerianas, amb text dels germans Álvarez Quintero i música amb influència wagneriana, Canción de Amor i La flor de la vida), dues sarsueles (Diana cazadora i La romería del Rocío), música simfònica (la suite Los Caprichos de Goya, per a cor i orquestra), de cambra, obres instrumentals i cançons, on destaquen "Ayes". Després d'una malaltia que la va tenir allunyada de l'activitat musical, va tornar l'any 1930 amb l'obra "Rimas infantiles", on és d'especial interès el "Romance". Va tractar gairebé tots els gèneres, tant de música vocal (òperes, sarsueles i cançons) com de música instrumental (simfònica, de cambra, per a piano i guitarra).
- Sonata en mi bemoll per a piano (1911)
- Obertura per a orquestra (1912)
- Quartet de corda, en quatre temps (1913)
- Quartet per a instruments d'arc (1913)
- Mudarra per gran orquestra (poema simfònic, 1914)
- Simfonia en 4 temps (1914)
- Tres Lieder, per a veu i piano (text en alemany, 1914)
- Salmantina (òpera, 1914)
- Quintet en fa per a piano i instruments de vent (1915)
- Becqueriana (sarsuela, estrenada al Teatro de la Zarzuela el 1915)
- Diana cazadora o Pena de muerte al amor (sarsuela, estrenada al Teatre Apolo el 19 de novembre de 1915)
- Alma española (poema simfònic, 1917)
- Las hazañas de un pícaro (sainet, estrenat al Teatre Apolo el 1920)
- Linterna mágica (1921)
- El pavo real (comèdia poètica, estrenada al Teatre Eslava el 1922)
- Coplas de España (per a guitarra, gener de 1924), quatre ‘coples’ dedicades a Andrés Segovia
- Ayes (cançons per a cant i piano, 1925)
- Canción de amor (òpera de cambra, 1925)
- Rimas infantiles, glosas de canciones de corro (1930)
- La Copla intrusa (per a piano, 1930)
- La Cenicienta (ballet infantil, 1941)
- Canciones infantiles (1942)
- Fábulas (1942)
- La carta, el guante y la rosa (ballet, 1945)
- La flor de la vida (òpera)
- La romería del Rocío (sarsuela)
- Los Caprichos de Goya (suite simfònica per a cor i orquestra)